# Quebrada Honda (Región del Maule)
La quebrada Honda es un curso natural de agua que nace en la cordillera de la Costa (Chile) y fluye por la Región de Maule con dirección general poniente hasta desembocar unos kilómetros al sur de la desembocadura del río Maule.

## Caudal y régimen
El régimen de estas cuencas es puramente pluvial.: 2–10 

## Historia
Luis Risopatrón lo describe en su Diccionario Jeográfico de Chile: 395 
Honda (Quebrada) 35° 24’72° 28'. Es de corta estension, arranca de las alturas que se levantan hácia el SE del pueblo de Constitución, corre hácia el W con un regular caudal de agua ordinariamente, entre márjenes de algún arbolado i desemboca en la ribera del mar, a corta distancia al S del cabo Humos. 62, I, p. 284; 155, p. 605; i 156.